# Tell Me Why (Computerspiel)
Tell Me Why (deutsch etwa Sag mir warum) ist ein Adventurespiel von Dontnod Entertainment, das 2020 von den Xbox Game Studios veröffentlicht wurde. Das Spiel wurde in drei Episoden exklusiv für Microsoft Windows und Xbox One veröffentlicht.

## Spielmechanik
Der Spieler steuert beide Zwillinge und erlebt getrennte Visionen und Erinnerungen an das Geschehene, wobei beide andere Erinnerungen an gewisse Situationen haben. Der Spieler trifft Entscheidungen, basierend darauf, welcher Version der vergangenen Ereignisse er glaubt, was sich auf den Verlauf des Spiels auswirkt. In Dialogen kann der Spieler zwischen verschiedenen Optionen wählen, wie er antworten möchte. Des Weiteren sammelt der Spieler Sammelobjekte, untersucht Gegenstände in der Spielwelt, um mehr Hintergrundinformationen zu erfahren, und löst Rätsel, um weiterzukommen.

## Handlung
Das Spiel spielt größtenteils 2015 in Alaska. Im Mittelpunkt der Geschichte stehen die Zwillinge Alyson (Erica Lindbeck) und Tyler Ronan (August Aiden Black), die in ihr Elternhaus in Alaska fahren und sich mit Ereignissen aus ihrer Kindheit auseinandersetzen müssen, insbesondere Tyler, da dieser sich seit damals als männlich identifiziert. Die Geschichte handelt davon, wie ihre Kindheit Tylers Entwicklung beeinflusst hat und welche Auswirkungen ihre Mutter darauf hatte. Das Spiel beschäftigt sich auch mit der Kultur der Tlingit.

## Entwicklung
Dontnod kündigte an, dass Tyler Ronan der erste spielbare Transgender-Charakter eines großen Studios sei, und man habe mit GLAAD zusammengearbeitet, damit er eine „authentische Darstellung einer Trans-Erfahrung“ darstellt. Tyler wurde im englischen Original von August Aiden Black gesprochen, der selbst Transmann ist. Auch in der deutschen Fassung wird Tyler von einem Transmann gesprochen; Lukas von Horbatschewsky.
Tell Me Why wurde während Microsofts Xbox-Veranstaltung in London am 14. November 2019 angekündigt. Dontnod erklärte als Reaktion auf die Kritik am variablen Zeitplan für die Veröffentlichung von Episoden für Life Is Strange, dass man sich auf einen Veröffentlichungszeitplan für die drei Episoden auf Mitte 2020 festlegen werde.
Nach Remember Me ist Tell Me Why das erste Spiel von Dontnod Entertainment in sieben Jahren, das neben einer englischen Synchronisation auch weitere Synchronfassungen erhält; Französisch, Deutsch, Spanisch und Portugiesisch. Aufgrund der COVID-19-Pandemie verzögerten sich die Sprachaufnahmen und so wurde zur Veröffentlichung der ersten Episode lediglich eine englische Synchronisation und Untertitel in verschiedenen Sprachen angeboten. Das Update mit den zusätzlichen Synchronversionen erschien am 30. Oktober 2020.

### Synchronisation
| Rolle                                 | englische Fassung  | deutsche Fassung         |
| ------------------------------------- | ------------------ | ------------------------ |
| Tyler Ronan                           | August Aiden Black | Lukas von Horbatschewsky |
| Alyson Ronan                          | Erica Lindbeck     | Lydia Morgenstern        |
| Junger Tyler                          | Grace Kaufman      | Luisa Wietzorek          |
| Junge Alyson                          | Gianna Ernst       | Jodie Blank              |
| Mary-Ann Ronan                        | Emily O’Brien      | Antje von der Ahe        |
| Chief Eddy                            | Martin Sensmeier   | Peter Lontzek            |
| Michael Abila                         | Forrest Goodluck   | Max Felder               |
| Officer Holt                          | Forrest Goodluck   | Dirk Bublies             |
| Tom Vecchi                            | Neil Kaplan        | Joachim Tennstedt        |
| Alexander Kershwin                    | Neil Kaplan        | Jörg Hengstler           |
| Tessa Vecchi                          | Melody Butiu       | Anke Reitzenstein        |
| Sam Kansky                            | Dave B. Mitchell   | Sven Brieger             |
| Officer Greggs                        | Dave B. Mitchell   | Felix Würgler            |
| Officer Wilson / Kendra Harris-Guidry | Cynthia McWilliams | Ronja Peters             |
| Tina West                             | Krizia Bajos       | Yara Blümel              |
| Dr. Helena Torrez                     | Krizia Bajos       | Lo Rivera                |

## Rezeption
Das Spiel erhielt laut Review-Aggregator Metacritic „allgemein positive“ Rezensionen für PC basierend auf 33 Rezensionen und ebenfalls „allgemein positive“ Rezensionen für Xbox One basierend auf 45 Rezensionen.

## Auszeichnungen
| Jahr | Auszeichnung                 | Kategorie                                    | Ergebnis   |
| ---- | ---------------------------- | -------------------------------------------- | ---------- |
| 2020 | Best of Gamescom Awards      | Best Microsoft Xbox Game                     | Gewonnen   |
| 2020 | The Game Awards              | Spiel mit Auswirkungen                       | Gewonnen   |
| 2021 | NAVGTR Awards                | Outstanding Original Light Mix Score, New IP | Nominiert  |
| 2021 | NAVGTR Awards                | Outstanding Performance in a Drama, Lead     | Nominiert  |
| 2021 | Pégases Awards               | Best Game                                    | Nominiert  |
| 2021 | Pégases Awards               | Best Message-Bearer Game                     | Gewonnen   |
| 2021 | Pégases Awards               | Best Narrative Design                        | Gewonnen   |
| 2021 | Pégases Awards               | Best Game Setting                            | Nominiert  |
| 2021 | Pégases Awards               | Best Character                               | Nominiert  |
| 2021 | SXSW Gaming Awards           | Matthew Crump Cultural Innovation Award      | Nominiert  |
| 2021 | Gayming Awards               | Game of the Year                             | Nominiert  |
| 2021 | Gayming Awards               | Readers Award                                | Nominiert  |
| 2021 | Gayming Awards               | Authentic Representation Award               | Gewonnen   |
| 2021 | Gayming Awards               | Best LGBTQ Character                         | Gewonnen   |
| 2021 | Gayming Awards               | Best LGBTQ Narrative                         | Nominiert  |
| 2021 | British Academy Games Awards | Game Beyond Entertainment                    | Ausstehend |
| 2021 | GLAAD Media Award            | Outstanding Video Game                       | Gewonnen   |